# Marie Yovanovitch
Marie Louise Yovanovitch, detta Masha (Montréal, 1958), è una diplomatica statunitense, ambasciatrice degli Stati Uniti d'America in Kirghizistan, Armenia e Ucraina.

## Biografia
Nata da Mikhail e Nadia Yovanovitch, profughi ucraini in fuga dall'Unione Sovietica, a Montréal, in Canada, si trasferì con la famiglia all'età di tre anni in Connecticut, venendo naturalizzata cittadina statunitense al raggiungimento dei diciotto anni. Nel 1976 ha terminato gli studi presso la Kent School di Kent, in Connecticut, ottenendo poi un bachelor of arts in storia e studi russi presso l'Università di Princeton nel 1980. Continuati gli studi presso l'Istituto Puškin, ha ottenuto un master of science dal National War College dell'Università della Difesa Nazionale di Washington nel 2001.

### Carriera diplomatica
Fu assunta nel servizio estero statunitense nel 1986, venendo inviata prima ad Ottawa e poi oltreoceano in diverse città, tra cui si annoverano Mosca e Mogadiscio. Tra il 1998 e il 2000 è stata vicedirettrice dell'ufficio per gli affari russi del Dipartimento di Stato statunitense. Tra l'agosto 2001 e il giugno 2004 ha servito nella missione diplomatica statunitense in Ucraina, lavorando presso l'ambasciata di Kiev.

#### Ambasciatrice in Kirghizistan e Armenia
Il 20 novembre 2004 è stata nominata ambasciatrice degli Stati Uniti in Kirghizistan, presentando le lettere credenziali il 4 febbraio 2005 e rimanendo in carica fino al 4 febbraio 2008. Il Senato ha approvato la sua nomina il 30 giugno 2005.
Il 4 agosto 2008 viene poi nominata ambasciatrice in Armenia, presentando le credenziali il 22 settembre successivo e rimanendo in carica fino al 9 giugno 2011. Anche questa nomina è stata approvata dal Senato il 1º agosto 2008. Durante i colloqui di verifica ha confermato che i turchi abbiano commesso omicidi e stupri di massa tra il 1915 e il 1923 contro gli armeni, decidendo tuttavia di non utilizzare la locuzione genocidio armeno, in linea con la politica estera adottata dagli Stati Uniti. In Armenia sono degne di nota le pressioni fatte sulle autorità armene in seguito agli arresti dei protestanti scesi in piazza nel 2008. Tali pressioni, riguardanti il trattamento delle persone arrestate, le hanno fatto guadagnare il premio diplomatico per i diritti umani, assegnato dal Dipartimento di Stato.

#### Ambasciatrice in Ucraina
Il 18 maggio 2016 è stata nominata dal presidente Barack Obama come ambasciatrice in Ucraina venendo poi confermata dal Senato il 14 luglio 2016. Il 12 agosto ha prestato giuramento, presentando le credenziali il 29 agosto 2016. Durante il suo mandato si è prodigata nella lotta alla corruzione, tentando di rafforzare l'Ufficio nazionale anti-corruzione. Nel marzo 2019 durante un discorso ha sostenuto che "è palesemente chiaro che l'opportunità di una generazione (la rivoluzione arancione) non abbia ancora sviluppato una politica o una riforma per combattere la corruzione come l'Ucraina si aspetta e merita".
Nel maggio 2019 il presidente Donald Trump ha ordinato il richiamo dell'ambasciatrice a causa del suo rifiuto di appoggiare il presidente nella richiesta all'Ucraina di investigare sull'ex vicepresidente Joe Biden. In una chiamata del 25 luglio tra il presidente Trump e il presidente ucraino Volodymyr Zelens'kyj, il presidente statunitense ha fatto pressioni sull'omologo ucraino per le indagini su Biden, deridendo l'ambasciatrice. Tra ottobre e novembre 2019 ha deposto di fronte alle commissioni della Camera dei rappresentanti nell'ambito della procedura per il primo impeachment di Donald Trump.